# 터비나도 설탕

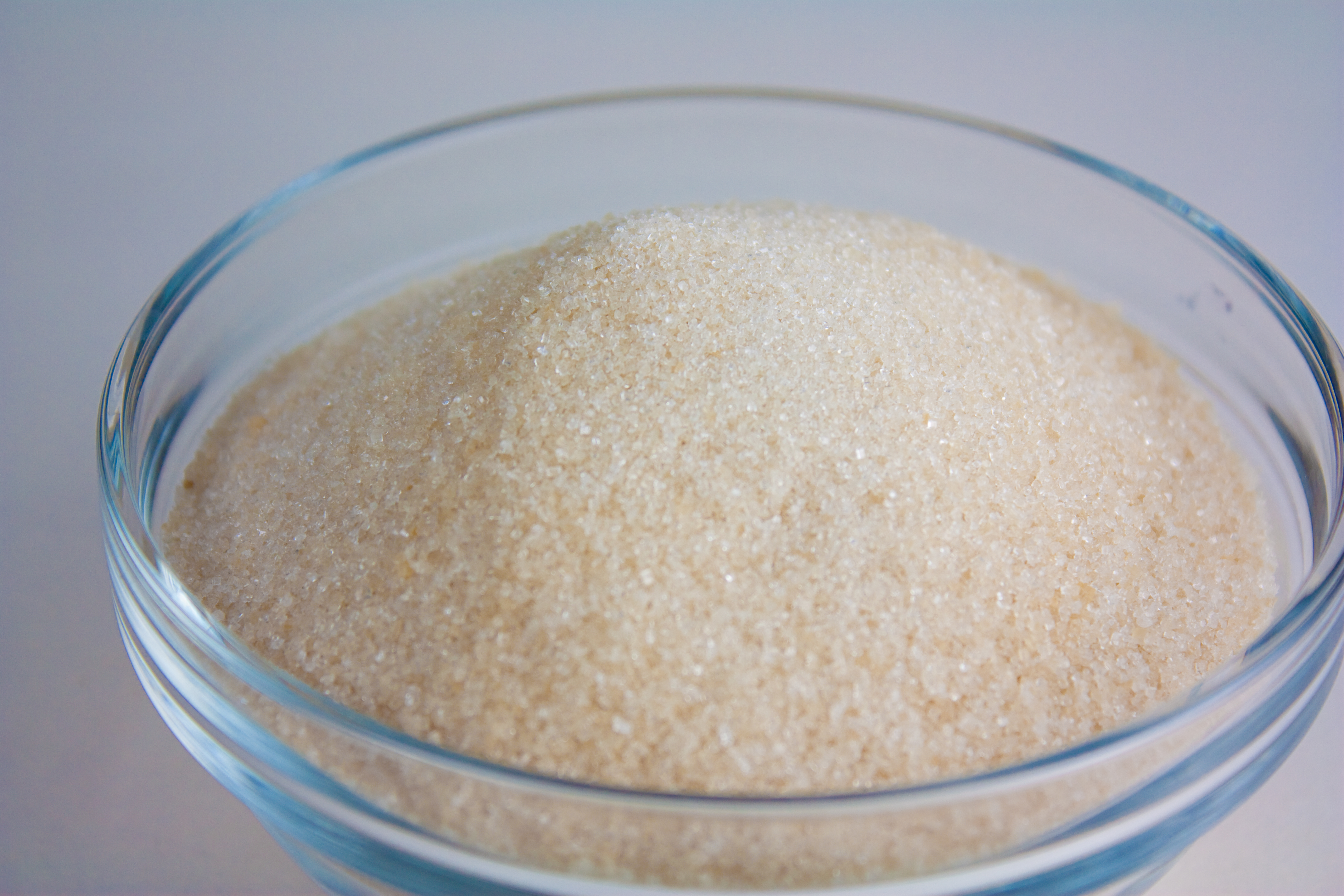
터비나도 설탕

터비나도 설탕(turbinado雪糖)은 부분 정제 황설탕으로, 알이 굵고 약간의 당밀을 포함한다. 이름의 어원은 "터빈을 돌린"이라는 뜻의 스페인어 "투르비나도(turbinado)"이다. 사탕수수 즙을 설탕으로 가공할 때 터빈 모양 원심분리기를 사용해 수분을 증발시키고 결정화하는데, 완전히 정제된 백설탕과 달리 터비나도 설탕은 가벼운 가공만 거친다.

## 같이 보기
- 데메라라 설탕
- 머스코바도 설탕